# Gorō Yamada
 (octobre 2011).
Si vous disposez d'ouvrages ou d'articles de référence ou si vous connaissez des sites web de qualité traitant du thème abordé ici, merci de compléter l'article en donnant les références utiles à sa vérifiabilité et en les liant à la section « Notes et références ».
Gorō Yamada (山田 午郎, Yamada Gorō, né le 3 mars 1894 à Fukushima et mort le 9 mars 1958 dans la préfecture de Fukushima) est un footballeur et entraîneur japonais de football.

## Biographie
En tant que milieu de terrain, Gorō Yamada joue au football à l'école normale d'Aoyama puis dans le plus ancien club de football du Japon, le Tokyo Football Group. Il remporte la première Coupe de l'Empereur en 1921.
Il est le sélectionneur du Japon lors des Jeux d'Asie de l'Est, durant l'édition de 1925. Le Japon perd ses deux matchs contre la Chine et les Philippines, avec un bilan de deux défaites, zéro but inscrit et six buts encaissés.
Lors de la création de la Japan Football Hall of Fame en 2005, il est intronisé comme l'une des personnalités ayant permis le développement du football au Japon.